# スティーブ・ラムジー (アメリカンフットボール)
スティーブ・ラムジー（Stephen Wayne Ramsey 1948年4月22日-1999年10月15日）はテキサス州ダラス出身のアメリカンフットボール選手。NFLのニューオーリンズ・セインツ、デンバー・ブロンコスに所属した。ポジションはクォーターバック。

## 経歴
地元の高校から北テキサス大学に進学し大学のパス記録を多く塗り替えた。1970年のNFLドラフトでニューオーリンズ・セインツに5巡目で指名されて入団した。1971年にデンバー・ブロンコスに移籍し1971年はドン・ホーンと併用され2人合計で7TDに対し27インターセプトを喫した。1972年からはチャーリー・ジョンソンの控えQBを務めた。1975年から先発QBとなり2シーズンプレーした。ブロンコスのQBとしては歴代7位の6,437ヤードを投げている。1976年には自己ベストの1,931ヤードを投げて11タッチダウンをあげたがシーズン終盤にはノリス・ウィーズに先発QBの座を奪われていた。1977年3月に翌年のドラフト権と共に、クレイグ・モートンとのトレードでニューヨーク・ジャイアンツに移籍したがプレーすることなく現役を引退しダラスで中古車ディーラーとなった。現役通算でのパス成功率は50%を割っていた。
1971年から1973年にかけて、プロ入り後最初にあげた10タッチダウンが全員異なるレシーバーとなったが、この記録は2024年にドレイク・メイがするまで誰も記録しない珍しいものとなった。